# Галицко-Волынское княжество

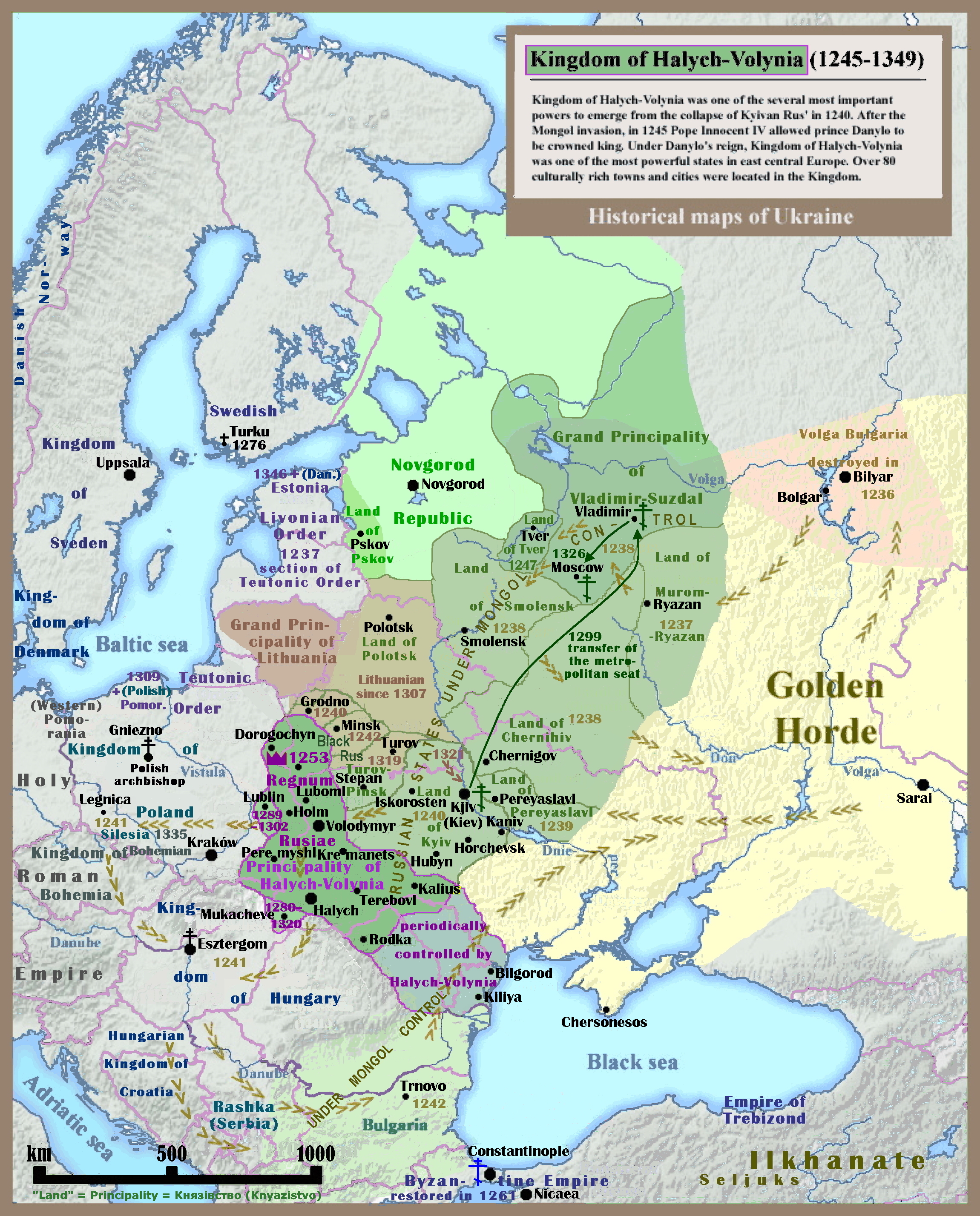
Галицко-Волынское княжество на карте Восточной Европы

Га́лицко-Волы́нское кня́жество (др.-рус. Князьство Галичьскоє и Волыньскоє, ст.‑слав. Кънѧжьство Галичьскоє и Волыньскоє, лат. Regnum Galiciæ et Lodomeriæ, пол. Księstwo Halickie i Wołyńskie, укр. Галицько-Волинське князівство) — юго-западное русское княжество династии Рюриковичей, созданное в 1199 году Романом Мстиславичем в результате объединения Волынского и Галицкого княжеств. После того, как в 1253 году Даниил Галицкий принял в Дорогочине титул «короля Руси» от папы римского Иннокентия IV, он и его внук Юрий Львович использовали королевский титул.
Галицко-Волынское княжество было одним из самых больших княжеств периода распада Киевской Руси. В его состав входили галицкие, перемышльские, звенигородские, теребовлянские, волынские, луцкие, белзкие, полесские и холмские земли, а также территории современных Подляшья, Подолья, отчасти Закарпатья и Молдовы.
Княжество проводило активную внешнюю политику в Восточной и Центральной Европе. Его главными соседями и конкурентами были Польское королевство, Венгерское королевство и половцы, а с середины XIII века — Золотая Орда и Великое княжество Литовское. Для защиты от них Галицко-Волынское княжество неоднократно подписывало соглашения с католическим Римом, Священной Римской империей и Тевтонским орденом. При этом политические, экономические и культурные связи с другими русскими землями слабели.
Галицко-Волынское княжество пришло в упадок под воздействием целого ряда факторов. Среди них были обострившиеся отношения с Золотой Ордой, в зависимости от которой княжество продолжало состоять в период её объединения и последующего усиления в начале XIV века. После одновременной смерти Льва и Андрея Юрьевичей (1323) земли княжества начали захватывать его соседи — Королевство Польское и Великое княжество Литовское. Увеличилась зависимость правителей от боярской аристократии, пресеклась династия Рюриковичей. Княжество прекратило своё существование после полного раздела его территорий по итогам войны за галицко-волынское наследство (1392).

## Территория и демография

### Границы
Галицко-Волынское княжество было создано в конце XII века, путём объединения Галицкого и Волынского княжеств. Его земли простирались в бассейнах рек Сан, Западный Буг и верховьев Днестра. Княжество граничило на востоке с русскими Турово-Пинским и Киевским княжествами, на юге — с Берладьем (позднее — с Золотой Ордой), на юго-западе — с Венгерским королевством, на западе — с Польским королевством, а на севере — с Великим княжеством Литовским, Тевтонским орденом и Полоцким княжеством.
Карпатские горы на юго-западе служили естественной границей Галицко-Волынского княжества, отделяя его от Венгрии. Западная граница с Польшей прошла по рекам Яселка, Вислок, Сан, а также на 25—30 км западнее реки Вепш. Несмотря на временные захваты поляками Надсанья и присоединения Люблина Русью, эта часть границы была довольно стабильной. Северная граница княжества проходила по рекам Нарев и Ясельда, на севере Берестейской земли, но часто изменялась из-за войн с литовцами. Восточная граница с Турово-Пинским и Киевским княжествами проходила по рекам Припять, Стырь и по правому берегу реки Горынь. Южная граница Галицко-Волынского княжества начиналась в верховьях Южного Буга и достигала верховьев Прута и Сирета. Вероятно, что с XII по XIII века Бессарабия и Нижний Дунай были зависимы от галицких князей.
Если экстраполировать государственную принадлежность средневековых владений к границам современных Польши, Беларуси и Украины, то в период расцвета Галицко-Волынского княжества ⅓ северо-западных его земель составляли ныне польские и белорусские территории.

### Административное деление
До объединения у Галицкого и Волынского княжеств была различная судьба.
Земли будущего Галицкого княжества были выделены из Волынского княжества в 1084 году усилиями старших потомков Ярослава Мудрого, в нём существовало 4 княжеских стола: Перемышльское княжество с центром в Перемышле, Звенигородское княжество с центром в Звенигороде, Теребовльское княжество с центром в Теребовле и собственно Галицкое княжество с центром в Галиче. В 1141—1144 годах они были объединены в единое княжество с центром в Галиче.
На Волыни с конца X века то возникал княжеский стол во Владимире, то она присоединялась к Киеву. Окончательно обособилась в 1154 году под властью старшей линии Мономаховичей, а в 1170 году на Волыни возникли удельные княжества: Белзское с центром в Белзе, Червенское с центром в Червене, Берестейское княжество с центром в городе Бресте, Луцкое с центром в Луцке, Пересопницкое с центром в Пересопнице, Дорогобужское с центром в Дорогобуже и Шумское с центром в Шумске.
С 1199 года граница между Галицким и Волынским княжествами проходила между галицкими городами Любачев, Голые Горы, Плеснеск, и волынскими Белз, Буск, Кременец, Збраж и Тихомль. В последующий период основные княжеские столы, кроме Галича, были в Холме (1264—1269), во Владимире (до 1292, после 1313), в Луцке (до 1227, 1264—1288), эпизодически в первой половине XIII века в Перемышле. Составляющей частью галицко-волынских земель были также территории над средним Днестром, которые тогда именовались «Понизье».

### Население
Источников, по которым можно точно провести подсчёт населения Галицко-Волынского княжества, не сохранилось. В Галицко-Волынской летописи есть упоминания о том, что князья проводили переписи и составляли списки подконтрольных им сёл и городов, но эти документы до нас не дошли или являются неполными. Известно, что галицко-волынские князья часто переселяли жителей из завоёванных земель на свои территории, что давало рост населения. Также известно, что жители южнорусских степей бежали в княжество от монголо-татар, где и оседали.
На основе исторических документов и топографических названий можно установить, что не менее трети населённых пунктов Волыни и Галичины возникли не позже появления Галицко-Волынского княжества, а их жителями были в основном восточные славяне. Кроме них существовали немногочисленные поселения, основанные поляками, пруссами, ятвягами, литовцами, а также татарами и представителями других кочевых народов. В городах существовали ремесленно-купеческие колонии, в которых проживали немцы, армяне, сурожане, евреи.

## Политическая история

### Западные земли Руси
В VI—VII веках на территории современных Галиции и Волыни существовали мощные родоплеменные союзы. В начале VII века упоминаются дулебы, а в конце того же века — бужане (волыняне), уличи, тиверцы и белые хорваты, земли которых включали по 200—300 поселений. Центрами племенных политических объединений были укреплённые «грады». Известно, что хорваты и дулебы выступали «толковинами», то есть переводчиками или помощниками русов в походе Олега на Византию 907 года.
Историки допускают, что в начале 960-х годов земли Галиции и Волыни были присоединены к Киевской Руси Святославом Игоревичем, но после его смерти в 972 году были присоединены соседним Королевством Польским. В 981 году его сын, Владимир Святославич, снова занял эти земли, включая Перемышль и Червен. В 992 году он покорил белых хорватов и окончательно подчинил Руси Закарпатье. В 1018 году польский король Болеслав Храбрый воспользовался междоусобицами русских князей и захватил Червенские города. Они пребывали под его властью 12 лет, пока Ярослав Мудрый не вернул их в походах 1030—1031 годов, воспользовавшись, в свою очередь, борьбой за власть в Польше. С Польшей был заключён мир, который закреплял за Русью Червен, Белз и Перемышль.

### Княжества-предшественники
Политическим центром всех западнорусских земель был город Владимир (Волынский). Волынь была многолюдной землёй с развитыми городами, через которую проходил торговый путь на запад. Киевские монархи долгое время удерживали эти стратегически важные территории, сберегая их от дробления на удельные княжества. Уже спустя 3 года после смерти Ярослава Мудрого трое старших Ярославичей вывели с Волыни Игоря Ярославича, сформировав так называемую «отчину Изяславлю» на правобережье Днепра (вместе с Киевом и Туровом), отличную от вотчин на левобережье, служившем опорой Святославу и Всеволоду, а с 1097 года — Святославичам.
В 1084 году унаследовавший западнорусские земли за отцом Ярополк Изяславич волынский был убит, его место на Волыни занял Давыд Игоревич, а в землях Галиции к власти пришли изгои, сыновья Ростислава Владимировича, старшего внука Ярослава Мудрого: Рюрик, Володарь и Василько, создав Перемышльское и Теребовльское княжества.
Любечский съезд (1097) признал права Ростиславичей (и Давыда) на их владения, но затем Давыд ослепил Василька Ростиславича, за что Святополк вернул Волынь под свой контроль (при этом в киевской тюрьме умер его племянник). Он попытался сделать это и с владениями Ростиславичей, но безуспешно. Присоединил Волынь к своим владениям и Владимир Мономах (в 1123 году Ярослав Святополчич был убит).
В 1141 году земли Ростиславичей были объединены Владимиром Володаревичем в единое Галицкое княжество со столицей в Галиче. Постепенно галицкие князья перешли от политики отстаивания независимости к активной политике в отношении Киева. Ростиславичи не имели вотчинных прав на киевский престол, но военные успехи Юрия Долгорукого (1150), Ростислава Мстиславича (1159, 1161), Мстислава (1167, 1170) и Ярослава Изяславичей (1173) в борьбе за него достигались при непосредственном участии галицких войск. В ходе этого галицкие князья следили за тем, чтобы Волынь и Киев не объединились в одних руках, в то же время волынские Изяславичи стремились сделать Киевское княжество своим родовым владением, пользуясь поддержкой его населения. В частности, их противников не оповещали своевременно о приближении их войск, а два киевских князя из суздальских Юрьевичей были, предположительно, отравлены (1157, 1171). Мстислав Изяславич сумел удержать Волынское княжество под своей властью после смерти своего отца в 1154 году, после чего он с братом Ярославом, а также их потомки, княжили соответственно во Владимире и Луцке.
Галицкие и волынские войска участвовали в общих походах против половцев, в том числе в битвах у Чёрного леса (1168) и на реке Орели (1184).

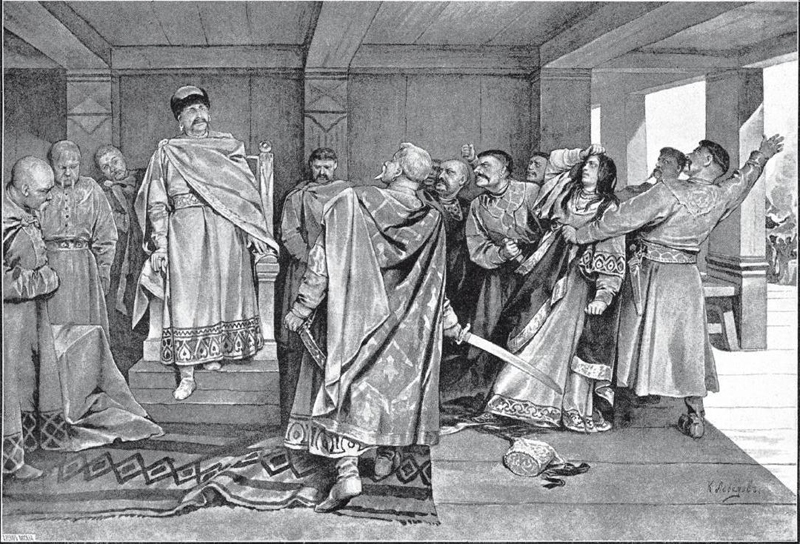
Галицкие бояре тащат на костёр попадью-колдунью, любимицу князя Ярослава Осмомысла. Картина Клавдия Лебедева

При Ярославе Осмомысле, сыне Владимира Володаревича, Галицкое княжество получило контроль над землями современной Молдовы и Придунавья. После смерти Ярослава Осмомысла в 1187 году галицкие бояре не приняли объявленного им наследником внебрачного сына Олега, и поэтому «случился великий заговор в Галицкой земле», в результате которого она была оккупирована венгерскими войсками Белы III. Только при помощи императора Фридриха Барбароссы и Польши Галич был возвращён последнему князю из ветви Ростиславичей, Владимиру Ярославичу, признавшему старшинство Всеволода Большое Гнездо.

### Правление Романа Мстиславича
Первый приход Романа Мстиславича в Галич произошёл в 1188 году, во время борьбы за власть после смерти Ярослава Осмомысла. Благодаря дипломатической поддержке своего тестя, Рюрика Ростиславича, он смог лишь преодолеть противодействие родного брата, вернувшись на Волынь после неудачи. После смерти Владимира Ярославича (1199) Роман при помощи своих польских союзников стал галицким князем. Он жёстко подавил местную боярскую оппозицию, которая сопротивлялась его попыткам централизовать управление, заложив тем самым основу единого Галицко-Волынского княжества.
Против Романа сложился союз из смоленских Ростиславичей и чернигово-северских Ольговичей, до этого боровшихся друг против друга за Киев, во главе с Рюриком Ростиславичем киевским. В 1201 году союзники собрались выступить против Романа, но он, будучи приглашён на великое княжение Киевское киевлянами, опередил своих противников и занял Киев. Однако затем он вернулся в Галич, оставив вместо себя в Киеве младшего двоюродного брата, а после разгрома Киева Рюриком, Ольговичами и половцами ему приходилось мириться с княжением в Киеве признавшего старшинство Всеволода Большое Гнездо и детей его Рюрика, а совершив пострижение его в монахи — его сына, женатого на дочери Всеволода. В 1202 и 1204 годах Роман совершил успешные походы на половцев, став героем былин и заслужив сравнения со своим предком, победителем половцев Владимиром Мономахом. В списках летописей и грамот он носит титул «великого князя», «самодержца всея Руси» и также называется «царём в Русской земле».
Погиб в битве при Завихосте в 1205 году во время своего польского похода.

### Малолетство Романовичей и объединение Волыни

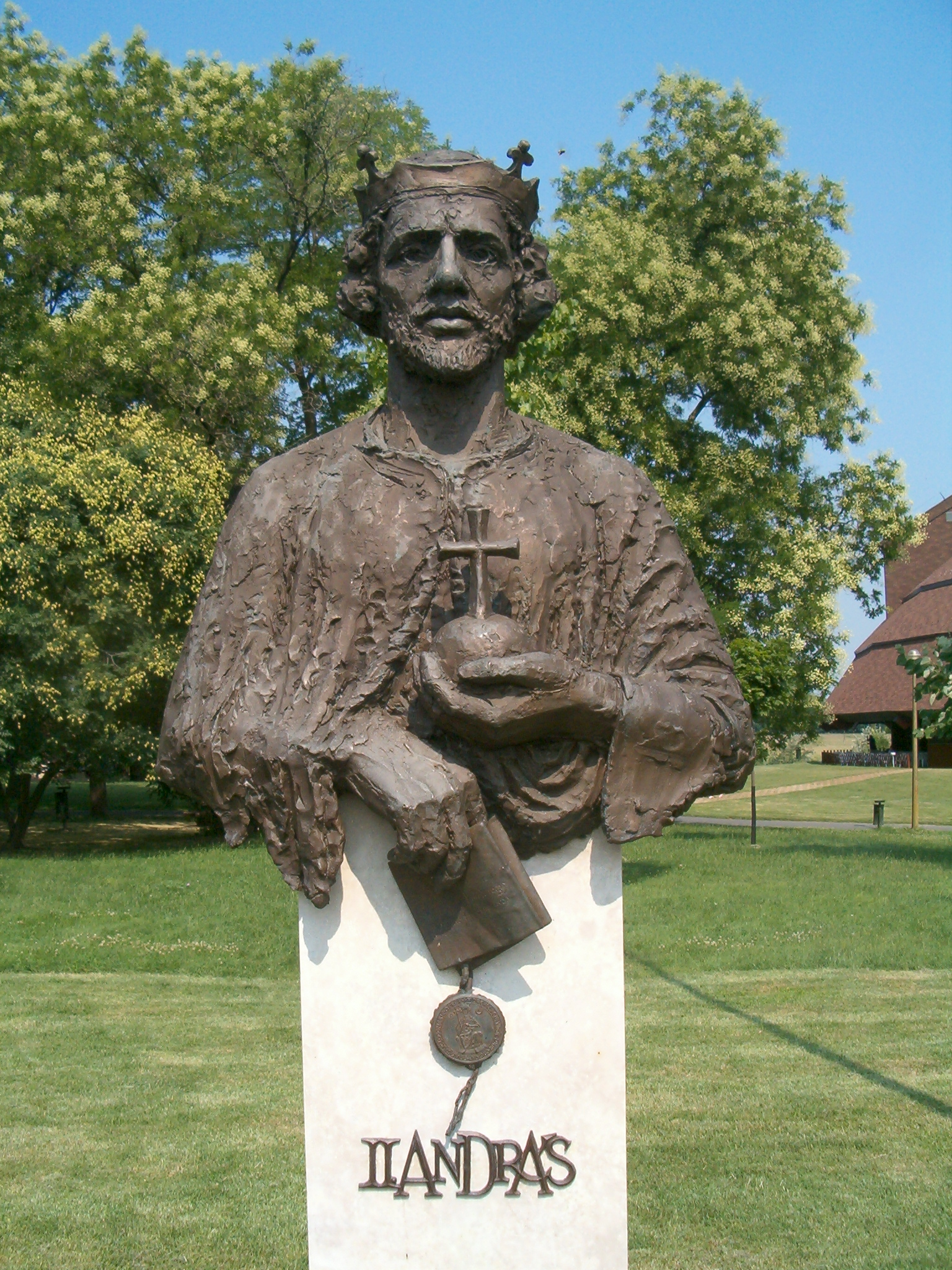
Венгерский король Андраш II

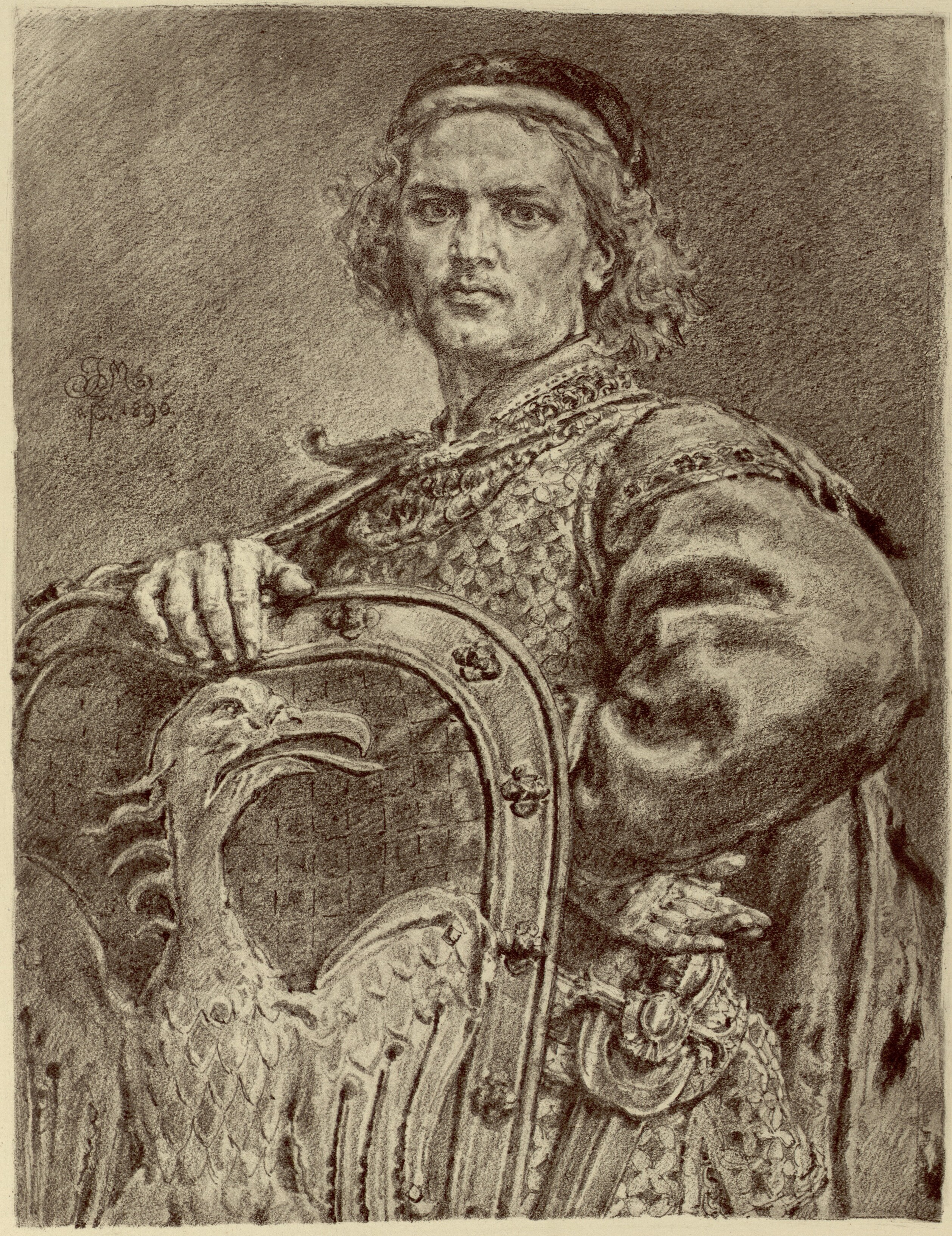
Краковский князь Лешек Белый

После гибели Романа в Галицко-Волынском княжестве началась война между великокняжеской властью, широкими массами населения (включая рядовое боярство) и сподвижниками Романа из волынских бояр, с одной стороны, и крупным галицким боярством, стремящимся сажать на галицкий престол незначительных князей, зависимых от их воли, с другой. Часть историков рассматривают 40-летнюю борьбу за власть (1205—1245) как часть борьбы между различными ветвями Рюриковичей за Галицкое княжество, не имеющее собственной династии (1199—1245). Позиции сторонников сильной великокняжеской власти в первые 10 лет войны были осложнены малолетством Романовичей.
В первый год по смерти Романа его вдове и детям удавалось удерживать Галич с помощью венгерского гарнизона, предоставленного ей королём Андрашем II по соглашению в Саноке, но в 1206 году вернувшаяся из изгнания боярская группировка Кормиличичей способствовала приглашению в Галицко-Волынское княжество сыновей новгород-северского князя Игоря Святославича. Игоревичи действовали в союзе с Черниговским и Турово-Пинским княжествами. Начиная с 1208 года Андраш II и краковский князь Лешек Белый стали активно вмешиваться в дела княжества: поляки вернули Владимир-Волынский представителям местной династии, а в 1211 году вместе с ними и венграми разгромили Игоревичей (двое из них попали в плен и были повешены) и вернули престол Даниилу Романовичу. Но затем последовал период узурпации власти боярами, когда Владислав Кормиличич сам вокняжился в Галиче.
По соглашению в Спиши Андраш II и Лешек Белый посадили в Галиче венгерского королевича Коломана, а в порядке компенсации Романовичам решили вопрос о княжении во Владимире-Волынском в их пользу (Сепешский трактат 1214 г.). Вскоре поляки были лишены венграми владений в Галиции, тогда Лешек призвал на галицкое княжение новгородского князя Мстислава Удатного.
В 1219 году Мстислав занял галицкий престол, а Даниил женился на его дочери, отвоевал у Польши земли на западном берегу Буга, удержанные Лешеком за помощь в получении Владимира и помогал ему в упорной борьбе против венгров и поляков, закончившуюся победным миром в 1221 году.
Галицко-волынские князья участвовали в битве на Калке против монголов, в которой погибли двое волынских удельных князей (1223). Мстиславу Удатному, Даниилу Романовичу и Мстиславу Немому удалось уцелеть, в отличие от киевского, черниговского и многих других князей, хотя галицко-волынские силы находились на острие атаки и приняли главный удар монголов.
Вызывая недовольство боярства и не имея сил удержаться у власти, Мстислав ещё при жизни передал галицкое княжение королевичу Андрею. В 1227 году Даниил с братом унаследовали Луцкое княжество, а в 1230 году захватили Белзское княжество, тем самым объединив в своих руках всю Волынь, которая впоследствии оставалась постоянным уделом Василька. В 1229 году успешно вмешались в польскую междоусобицу на стороне Конрада Мазовецкого.

### Правление Даниила Романовича

Удельная Русь в 1237 году накануне монгольского нашествия

Крипякевич И. П. заканчивает раздел своей работы, предшествующий описанию времени правления Даниила в Галицко-Волынском княжестве, передачей Мстиславом Удатным венгерскому королевичу Галича (1227) и заключением союза против венгров и пинских князей между Мстиславом и Даниилом, а Грушевский М. С. акцентирует внимание на том, что смерть Мстислава послужила отправной точкой для самостоятельной борьбы Даниила за Галич.
В 1228 году Даниил успешно выдержал в Каменце осаду войск коалиции Владимира Рюриковича киевского, Михаила Всеволодовича черниговского и половцев Котяна под предлогом заступничества за пленённых Даниилом в Чарторыйске пинских князей. По версии Костомарова Н. И., в результате столкновения 1228 года пинские князья стали подручниками Даниила, а Владимир киевский — его союзником. Союз Даниила с Владимиром начал фактически действовать только в 1231 году, когда потерпевший неудачу в борьбе за Новгород Михаил стал претендовать на Киев, и Владимир отдал Даниилу Поросье за помощь в защите Киева. Крипякевич И. П. относит подчинение пинских князей Даниилу к началу 1250-х годов.
В борьбе с венграми Даниил впервые занял галицкий престол в 1229 году, а окончательно — в 1233, после смерти принца Андраша. В 1234 году Даниил вмешался в борьбу за Киев на стороне Владимира Рюриковича, осадил Чернигов, но в результате ответного похода Михаила, Изяслава и половцев лишился Галича вплоть до 1238 года, когда уже окончательно овладел им, а в 1240 году — Киевом, посадив там своего тысяцкого.
Во время монгольского нашествия в 1240 году пал Киев, в начале 1241 года монголы вторглись в Галицию и Волынь, где разграбили и сожгли Галич, Владимир и «инии грады мнози, им же несть числа». По мнению некоторых историков, татары к тому времени были ослаблены военной кампанией на территории восточной Руси, в результате чего некоторые города Галицкой (западной) Руси сумели отбиться от татар, как, например, Холм, Кременец и Данилов. Воспользовавшись отъездом князей в Венгрию и Польшу, боярская верхушка, поддержанная галицким епископом Артемием, подняла мятеж. Слабостью княжества воспользовались его соседи, которые поддержали претензии сына Михаила черниговского на Галич. В 1244 году Романовичи захватили польский Люблин, воспользовавшись польской междоусобицей, а в 1245 году разбили венгров, поляков и взбунтовавшихся бояр в битве под Ярославом. Боярская оппозиция была окончательно уничтожена, и Даниил смог централизовать управление княжеством.
Даниил в 1245 году посетил Золотую Орду и признал зависимость своих земель от монгольских ханов как способ избежать территориальных претензий на Галицию. Уже во время этой поездки с Даниилом заговорил посол римского папы Иннокентия IV Плано Карпини об объединении церквей. В 1247 году Лев Данилович женился на венгерской принцессе Констанции, а в 1252 году Роман Данилович — на наследнице австрийского престола Гертруде Бабенберг, Даниил совершил два похода через Венгрию в Австрию (1248, 1253), а Иннокентий IV дважды предлагал Даниилу королевскую корону в обмен на распространение католического влияния в галицко-волынских землях.
В 1248 году Даниил вмешался в литовскую междоусобицу на стороне брата своей второй жены Товтивила против Миндовга. Чтобы вывести из состава коалиции своих противников Тевтонский орден, Миндовг крестился по католическому обряду (1251) и получил королевский титул (1253). В 1254 году Даниил заключил с Миндовгом мир: Шварн Данилович женился на дочери Миндовга, а Роман Данилович получил княжение в Новогрудке. Также в результате нескольких походов к 1256 году были подчинены и обложены данью ятвяги.
В 1252 году началась война Даниила с Куремсой в пограничных землях, в 1253 году Иннокентий IV объявил крестовый поход против Орды, призвав к участию в нём сначала христиан Богемии, Моравии, Сербии и Померании, а затем и католиков Прибалтики, и в 1254 году Даниил принял в Дорогочине титул «король Руси».
Даниил начал изгнание ордынских баскаков из Меджибожа, болоховской земли, Киевской земли, взял занятый ими Возвягль (1255), некоторые историки говорят о плане очистить от баскаков и Киев, которым с 1249 года по ярлыку владел Александр Невский. Но Даниил не реализовал план распространения католицизма на подвластные земли, и в том же году новый папа римский Александр IV разрешил литовцам воевать Русскую землю. Литовцы должны были присоединиться к действовавшим против монголов галицко-волынским войскам, но под предлогом развёртывания военных действий последними до их подхода разорвали союз и атаковали окрестности Луцка, где были разбиты Васильком.

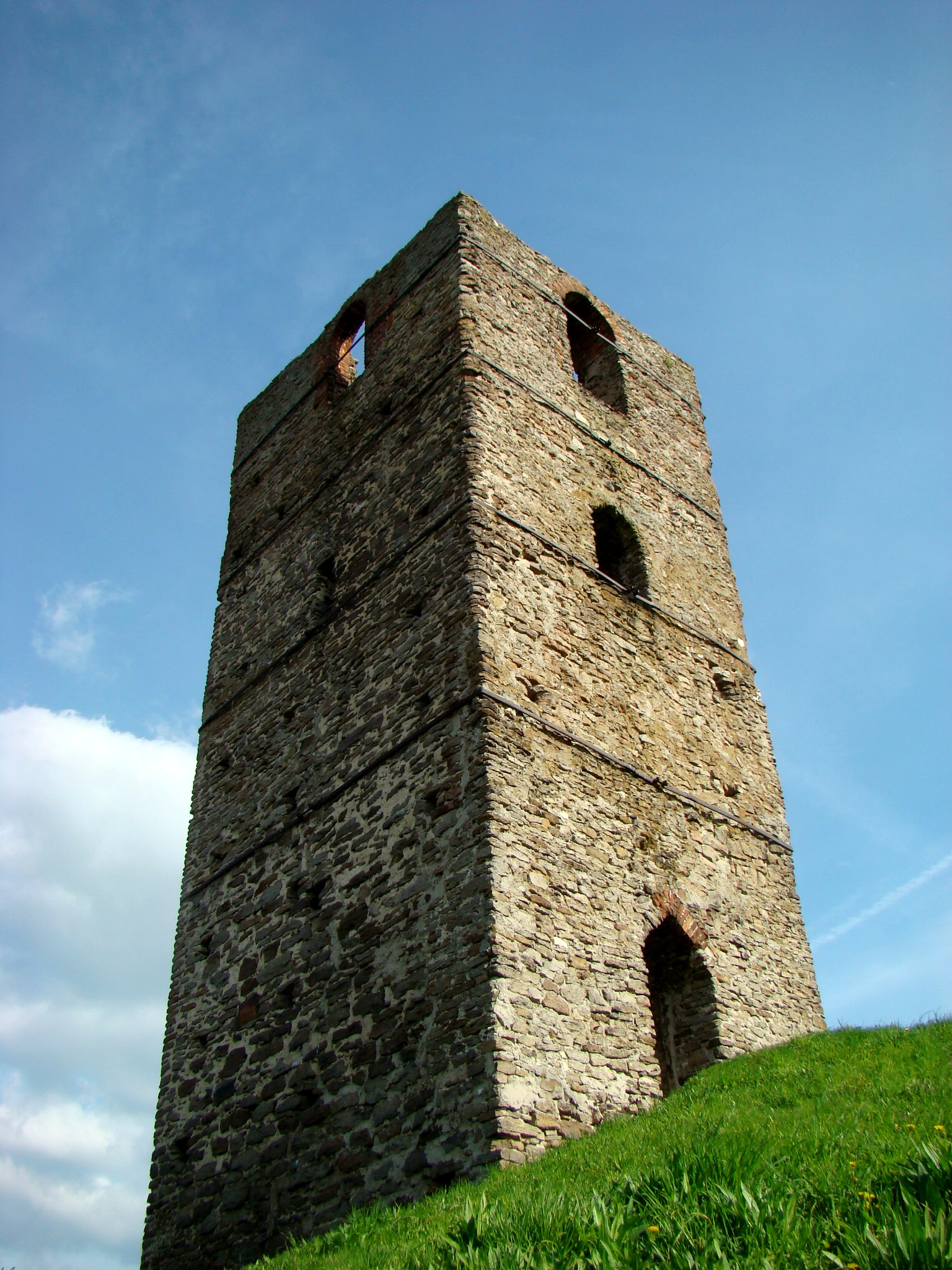
Башня в Столпье, один из двух сохранившихся образцов башен волынского типа

В 1258 году в княжество вторглось монгольское войско во главе с Бурундаем и потребовало совместного похода на Литву, Василько был послан братом в поход, но сын Миндовга Воишелк захватил Романа Даниловича и затем казнил его. Год спустя Бурундай вновь пришёл, заставил срыть укрепления нескольких городов, и Василько вынужден был сопровождать его в походе в Польшу и способствовать добровольной сдаче сандомирцев монголам, после чего город был разгромлен.
В 1264 году Даниил умер, так и не освободив Галицко-Волынское княжество из-под ордынского ига.

### Галицко-Волынское княжество в конце XIII—XIV веках

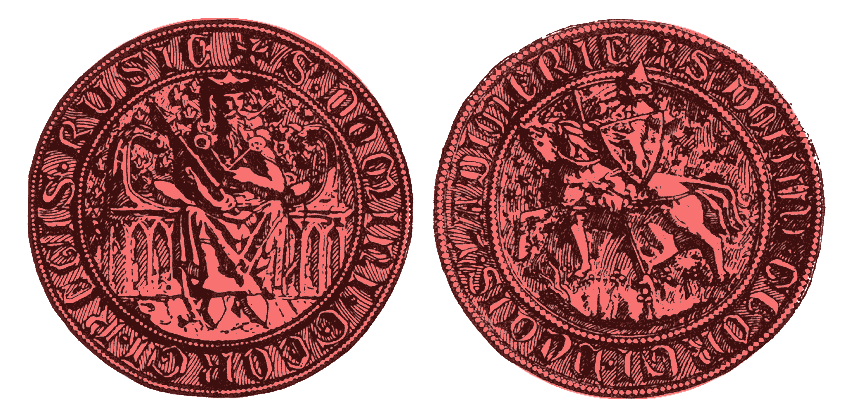
Печать Юрия-Георгия Львовича. Надпись: «S[igillum] Domini Georgi Regis Rusie» — Печать государя Георгия, короля Руси. На оборотной стороне: «S[igillum] Domini Georgi Ducis Ladimerie» — Печать государя Георгия, князя Владимирского

Во второй половине XIII века, после смерти Даниила Романовича, старшинство в династии перешло к Василько, но он продолжил княжить во Владимире. Льву, преемнику отца, достались Галич, Перемышль и Белз, Мстиславу — Луцк, Шварну, женатому на дочери Миндовга, — Холм с Дорогочином.
В середине 1260-х годов к Василько за помощью обратился претендент на литовский стол — Войшелк, сын Миндовга. Василько и Шварн помогли утвердиться Войшелку в Литве. В 1267 году Войшелк ушёл в монастырь и передал своё княжество Шварну, который приходился ему зятем. Княжение Шварна на литовском столе было шатким, потому как опиралось на распоряжение Войшелка. И когда галицкий князь Лев в 1268 году во время застолья убил Войшелка, положение Шварна в Литовской земле и вовсе стало неприглядным. В скором времени скончался и сам Шварн. На литовское княжение сел Тройден, а волости Шварна в Руси взял Лев Данилович.
В 1269 году умер великий князь владимирский Василько Романович. Обширные владения Василька унаследовал его сын — Владимир. В 1270-х годах Лев и Владимир воевали с ятвягами; в это время у галицко-волынских князей начинаются и пограничные конфликты с «ляхами». Вместе с татарами дружины Льва и Владимира в 1277 году ходили в Литовскую землю, в 1285 году — «в Угры», в 1286 году опустошили Краковскую и Сандомирскую земли. В 1288-89 годах Лев Данилович активно поддерживал претендента на краковский стол — плоцкого князя Болеслава Земовитовича, своего племянника, — в его борьбе с Генрихом Врацлавским. В этой кампании Льву удалось захватить Люблинскую землю. В 1288 году умер волынский князь Владимир Василькович. У Владимира не было детей, и все свои земли он завещал Мстиславу Даниловичу. Незадолго до смерти Лев сделал набег на Польшу, откуда возвратился с большой добычей и полоном.
После ликвидации сарайским ханом Тохтой улуса Ногая (1299) фиксируется отъезд части галицко-волынской знати на московскую службу (что в 1301—1303 уже имело следствием распространение власти московских князей на весь бассейн р. Москвы, с Можайском и Коломной), а также отъезд киевского митрополита во Владимир в связи с падением доходов. Однако после этого Понизье вернулось под контроль галицких князей..
Новый галицкий князь Юрий I Львович, сын Льва Даниловича, в 1303 году добился от Константинопольского патриарха признания отдельной Малорусской митрополии. В 1305 году он, желая подчеркнуть могущество Галицко-Волынской державы и наследуя своего деда Даниила Галицкого, принял титул «короля Малой Руси» Во внешней политике Юрий I поддерживал хорошие отношения и заключал союзы с Тевтонским орденом для сдерживания Великого княжества Литовского и Орды, и Мазовией против Польши. После его смерти в 1308 году Галицко-Волынское княжество перешло к его сыновьям Андрею Юрьевичу и Льву Юрьевичу, которые начали борьбу против Золотой Орды, традиционно полагаясь на тевтонских рыцарей и мазовецких князей. Предполагают, что князья погибли в одной из битв с монголами или были ими отравлены (1323). Также некоторые историки утверждают, что они погибли, защищая Подляшье от Гедимина.

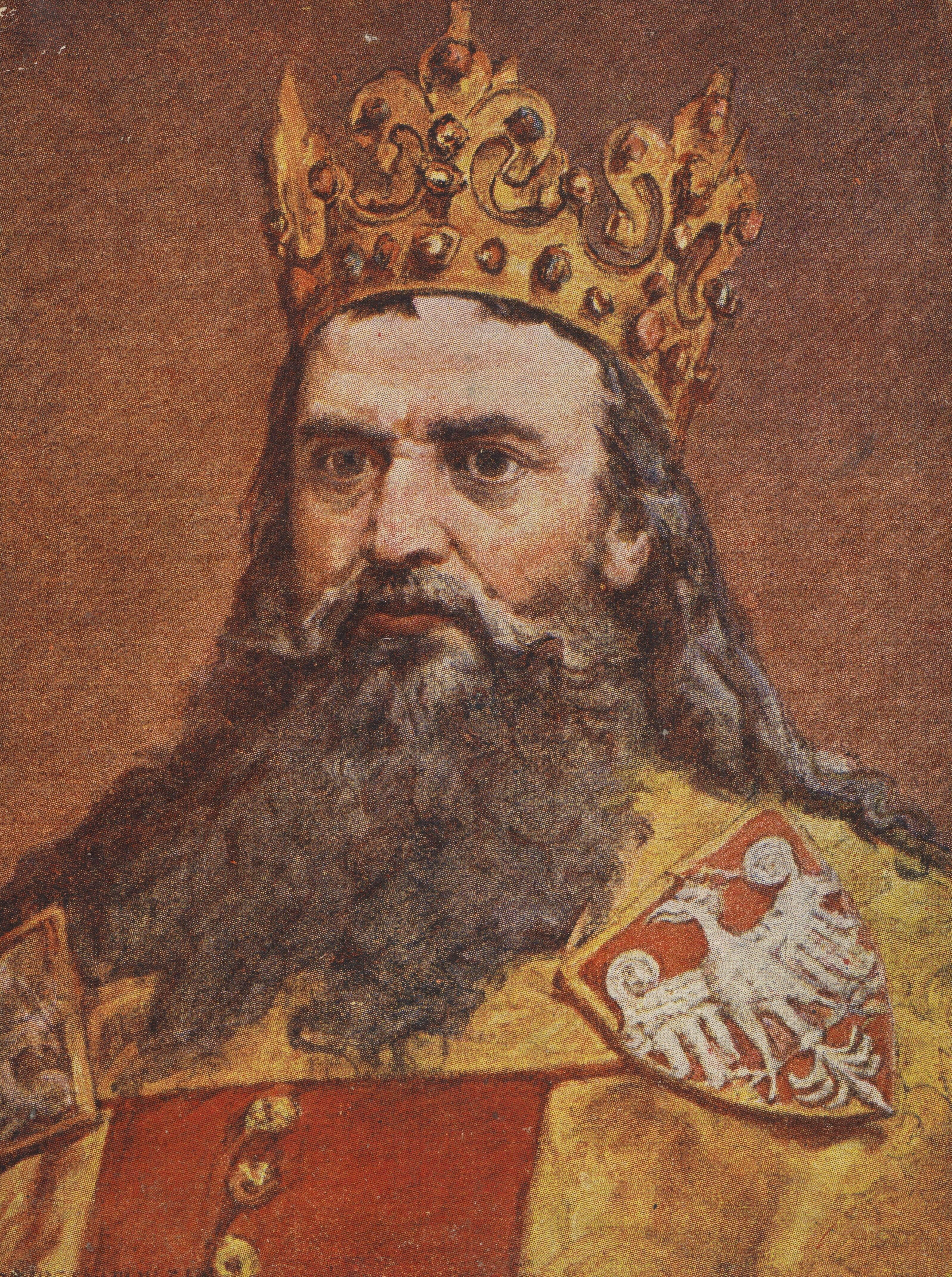
Казимир III — завоеватель Галиции

После прекращения правления династии Рюриковичей Галицко-Волынским монархом стал Юрий II Болеслав — сын Марии Юрьевны, дочери Юрия Львовича, и мазовецкого князя Тройдена. Он урегулировал отношения с золотоордынскими ханами, признав свою зависимость от них и совершив в 1337 году совместный с монголами поход на Польшу. Поддерживая мир с Литвой и Тевтонским орденом, Юрий II имел плохие отношения с Венгрией и Польшей, которые готовили совместное наступление на Галицко-Волынское княжество. Во внутренней политике он способствовал развитию городов, предоставляя им магдебургское право, активизировал международную торговлю и желал ограничить власть боярской верхушки. Для реализации своих планов Юрий II привлекал иностранных специалистов и помогал униатским процессам между православием и католицизмом. Эти действия князя в конце концов вызвали недовольство бояр, которые и отравили его в 1340 году.

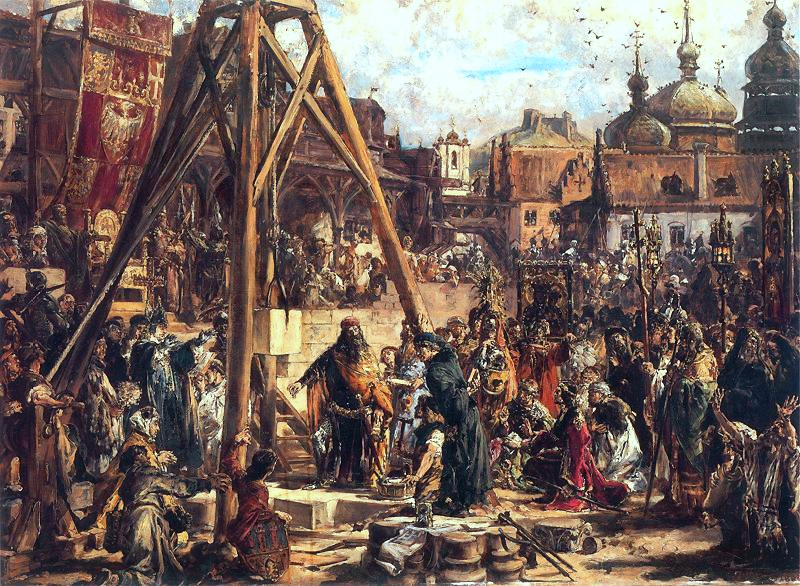
Казимир III закладывает католический собор в покорённом Львове. Картина Яна Матейко (1888)

Смерть Юрия II положила конец независимости Галицко-Волынского княжества. Начался период борьбы за эти земли, который завершился разделом княжества между его соседями. На Волыни князем был признан Любарт-Дмитрий Гедиминович, сын литовского князя Гедимина, а в Галиции наместником волынского князя был знатный боярин Дмитрий Детько. В 1349 году польский король Казимир III Великий организовал против Галицко-Волынского княжества большой поход, захватил галицкие земли и начал войну с литовцами за Волынь. Война за галицко-волынское наследство между Польшей и Литвой завершилась в 1392 потерей волынским князем Фёдором Любартовичем земель на Волыни. Галиция с Белзким княжеством и Холмщиной вошли в состав Королевства Польского, а Волынь отошла к Великому княжеству Литовскому. Галицко-Волынское княжество окончательно прекратило своё существование. Исключение составил период с 1431 по 1452, когда ненадолго было восстановлено Волынское княжество, находившееся сначала под управлением Фёдора Любартовича (1431), а затем — Свидригайло Ольгердовича (1434—1452). Затем оно было присоединено к Королевству Польскому.

## Социально-экономическая история

### Общество
Общество Галицко-Волынского княжества состояло из трёх слоёв, принадлежность к которым определялась как родословной, так и видом занятий. Социальную верхушку образовали князья, бояре, духовенство. Они контролировали земли государства и его население.
Князь считался сакральной особой, «властителем, Богом данным», владельцем всей земли и городов княжества, и главой войска. Он имел право давать подчинённым наделы за службу, а также лишать их земель и привилегий за неподчинение. В государственных делах князь опирался на бояр, местную аристократию. Они делились на «старых» и «молодых», которых также именовали «лучшими», «великими» или «нарочитыми». Великие старшие бояре составляли управленческую верхушку и «старшую дружину» князя. Они владели «батьковщинами» или «дедництвами», древними семейными землями, и жалованными от князя новыми земельными наделами и городами. Их сыны «отроки», или младшие бояре, составляли «младшую дружину» князя и служили при его дворе в качестве приближённых «дворовых слуг». Управление духовенства было представлено шестью епархиями во Владимире (Волынском), Перемышле, Галиче и Угровске (позже в Холме), Луцке и Турийске. Эти епископства владели огромными землями возле этих городов. Кроме них существовал ряд монастырей, которые контролировали значительные территории и население, проживающее на них. После создания в 1303 году Галицкой митрополии, зависимой от Константинопольского патриархата, главой церкви в галицко-волынских землях стал Галицкий митрополит.
Отдельно от князей и бояр существовала группа городских администраторов «лепших мужей», которые контролировали жизнь города, исполняя приказы князей, бояр или священнослужителей, которым этот город принадлежал. Из них постепенно сформировался городской патрициат. Рядом с ними в городе жили «простые люди», так называемые «горожане» или «местичи». Все они были обязаны платить налоги в пользу князей и бояр.
Самой многочисленной группой населения в княжестве были так называемые «простые» селяне — «смерды». Большинство из них были свободны, жили общинами и платили властям налог натуральной данью. Иногда из-за чрезмерных поборов смерды покидали свои жилища и переселялись на фактически бесконтрольные земли Подолья и Придунавья.

### Экономика

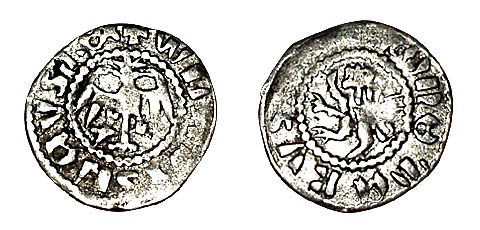
Русский грошик — название монет, которые чеканили во Львове в течение II половины XIV века для Русского Королевства

Экономика Галицко-Волынского княжества была в основном натуральной. В её основе лежало сельское хозяйство, которое базировалось на самодостаточных угодьях — дворищах. Эти хозяйственные единицы имели собственные пашни, сеножати, луга, леса, места для ловли рыбы и охоты. Главными сельскохозяйственными культурами были в основном овёс и рожь, меньше пшеница и ячмень. Кроме этого было развито животноводство, особенно коневодство, а также овцеводство и свиноводство. Важными составляющими хозяйства были промыслы — бортничество, охота и рыбалка.
Среди ремёсел были известны кузнечное, кожевное, гончарное, оружейное и ювелирное дело. Поскольку княжество находилось в лесной и лесостепной зонах, которые были густо покрыты лесом, то особого развития достигли деревообработка и строительство. Одним из ведущих промыслов было солеварение. Галицко-Волынское княжество, вместе с Крымом, поставляло соль для всей Киевской Руси, а также для Западной Европы. Благоприятное расположение княжества — на черноземых землях — особенно вблизи рек Сана, Днестра (выход к Чёрному морю), Вислы и других, давало возможность активному развитию сельского хозяйства. Поэтому Галич также являлся одним из лидеров по экспорту хлеба.
Торговля в Галицко-Волынских землях не была развита должным образом. Большинство изготовленной продукции шло на внутреннее использование. Отсутствие выхода к морю и большим рекам мешало ведению широкой международной торговли и, естественно, пополнению казны. Основными торговыми путями были сухопутные. На востоке они связывали Галич и Владимир с Киевским и Полоцким княжествами и Золотой Ордой, на юге и западе — с Византией, Болгарией, Венгрией, Чехией, Польшей и Священной Римской империей, а на севере — с Литвой и Тевтонским орденом. В эти страны Галицко-Волынское княжество экспортировало в основном соль, меха, воск и оружие. Товарами импорта были киевские художественно-ювелирные изделия, литовские меха, западноевропейская овечья шерсть, сукно, оружие, стекло, мрамор, золото и серебро, а также византийские и восточные вина, шелка и специи.
Торговля проходила в городах Галицко-Волынского княжества, которых к концу XIII века было более восьмидесяти. Наибольшими из них были Галич, Холм, Львов, Владимир (Волынский), Звенигород, Дорогочин, Теребовля, Белз, Перемышль, Луцк и Берестье. Князья поощряли международную торговлю, уменьшая налоги с купцов на торговых путях и городских площадях.
Государственная казна пополнялась за счёт дани, налогов, поборов с населения, войн и конфискации владений у неугодных бояр. На территории княжества ходили русские гривны, чешские гроши и венгерские динары.

### Управление
Главой и наивысшим представителем власти в княжестве был князь. Он объединял в своих руках законодательную, исполнительную, судебную ветви власти, а также монопольно владел правом вести дипломатические отношения. Пытаясь стать абсолютным «самодержцем», князь постоянно пребывал в конфликте с боярским окружением, которое стремилось сохранить свою независимость и превратить монарха в собственный политический инструмент. Усилению княжеской власти также мешали дуумвираты князей, дробление княжеств и вмешательство соседних государств. Хотя монарх имел право принимать решения самостоятельно, он иногда созывал боярские «думы» для решения важнейших вопросов и проблем. Эти собрания приобрели постоянный характер с XIV века, окончательно заблокировав «самодержавие» князя, что стало одной из причин упадка Галицко-Волынского княжества.
Княжеская центральная администрация состояла из назначенных князем бояр и была достаточно дифференцированной; имела ряд специальных званий, таких как «дворский», «печатник», «писец», «стольник» и другие. Но это были скорее титулы чем должности, поскольку лица, занимающие их, часто исполняли поручения князя, не связанные с их должностными обязанностями. То есть, в Галицко-Волынском княжестве не существовало эффективного чиновничьего аппарата, а специализация в управлении не была ещё последовательно проведена, что являлось характерной чертой для всех европейских государств Средневековья.
До конца XIII века региональная администрация была сосредоточена в руках удельных князей, а с начала XIV века, в связи с превращением удельных княжеств Галицко-Волынского государства в волости, в руках княжеских волостных наместников. Большинство наместников князь выбирал из бояр, а иногда — из духовенства. Кроме волостей, княжеские наместники направлялись в города и крупные городские районы.
Устройство городов в XII—XIII веках было таким, как и в других русских землях, — с преимуществом боярско-патрицианской верхушки, с разделом на единицы налогообложения — сотни и улицы, с городским советом — вечем. В этот период города принадлежали непосредственно князьям или боярам. В XIV веке, с проникновением в Галицко-Волынское княжество магдебургского права, ряд городов, среди которых Владимир (Волынский) и Санок, приняли новый наполовину самоуправленческий строй.
Судебная власть была объединена с административной. Высший суд проводил князь, а ниже — тивуны. Основным законом оставались положения «Русской Правды». Городской суд часто базировался на немецком праве.

### Войско
Войска Галицко-Волынского княжества было организовано по примеру традиционного русского. Оно состояло из двух главных частей — «дружины» и «воев».
Дружина служила основой княжеского войска и формировалась из подразделений бояр. «Большие» бояре были обязаны выступать в поход лично с определённым количеством конницы и своими подданными, количество которых могло достигать тысячи человек. От простых бояр требовалось прибыть на позиции только в сопровождении двух воинов — тяжеловооружённого «оружника» и лучника-стрельца. Молодые бояре «отроки» составляли своеобразную гвардию князя, постоянно пребывая при нём. В свою очередь, вои были народным ополчением и формировались из «простых людей» — мещан и селян; их использовали лишь в чрезвычайных ситуациях. Однако из-за постоянной внутренней борьбы князь не всегда мог рассчитывать на помощь бояр.
Эпохальными для Галицко-Волынского государства стали военные реформы Даниила Романовича, который первым на пространстве бывшей Киевской Руси создал независимое от боярской дружины княжеское войско, набранное из простых людей и безземельного боярства. Оно делилось на тяжеловооружённых «оружников» и легковооружённых стрельцов. Первые исполняли ударные функции, как конницы, так и пехоты, а вторые — роль зачинщика сражения и подразделений прикрытия. Унифицированного вооружения это войско не имело, но пользовалось осовремененным арсеналом западноевропейского образца — облегчёнными железными латами, копьями, сулицами, рогатинами, мечами, облегчёнными луками-рожанцами, пращами, самострелами, а также средневековой артиллерией с «сосудами ратными и градными». Командовал этим войском лично князь или верные ему воевода либо тысяцкий.
В XIII веке претерпело изменения фортификационное строительство. Старые русские укрепления из земляных валов и деревянных стен начали заменяться замками из камня и кирпича. Первые новейшие крепости были возведены в Холме, Каменце, Берестье, Черторыйске.

## Культура

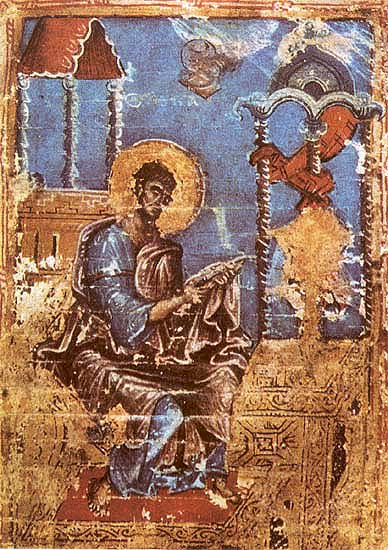
Евангелист Марк (Владимир, XIII век, Волынское Евангелие)

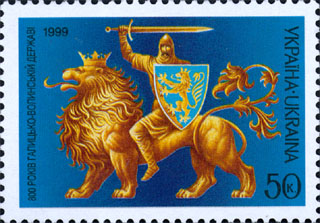
Почтовая марка Украины 1999 года. 800 лет Галицко-Волынскому княжеству

На территории Галицко-Волынского княжества сформировалась самобытная культура, которая не только унаследовала традиции Киевской Руси, но и вобрала в себя множество новаций из соседних стран. Большинство современных сведений об этой культуре дошли до нас в виде письменных свидетельств и археологических артефактов.
Главными культурными центрами княжества были большие города и православные монастыри, которые одновременно играли роль основных просветительских центров страны. Ведущую роль в культурной жизни страны занимала Волынь. Сам город Владимир, главный город Волынского княжества, являлся древней цитаделью Рюриковичей. Город прославился благодаря князю Василию[уточнить], которого летописец вспоминал как «книжника великого и философа, какого не было на всей земле и после него не будет». Этот князь развил города Берестя и Каменец, создал собственную библиотеку, построил немало церквей по всей Волыни, которым дарил иконы и книги. Другим значительным культурным центром был Галич, известный своим митрополичьим собором и церковью св. Пантелеймона. В Галиче также была написана Галицко-Волынская летопись и создано Галицкое евангелие. К самым большим и самым известным монастырям княжества причислялись Полонинский, Богородичный и Спасский.
Об архитектуре княжества известно немного. Письменные источники описывают в основном церкви, не упоминая о светских домах князей или бояр. Данных археологических раскопок тоже немного, и их не хватает для точной реконструкции тогдашних сооружений. Остатки храмов княжества и записи в летописях дают возможность утверждать, что в этих землях оставались крепкими традиции архитектуры Киевской Руси, но чувствовались новые веяния западноевропейских архитектурных стилей.
Изобразительное искусство княжества находилось под сильным влиянием византийского. Галицко-Волынские иконы особенно ценились в Западной Европе, многие из них попали в польские храмы после завоевания княжества. Искусство иконописи галицко-волынских земель имело общие черты с московской иконописной школой XIV—XV веков. Хотя православные традиции не поощряли развитие скульптуры в связи с борьбой с идолопоклонничеством, на страницах Галицко-Волынской летописи упоминаются скульптурные шедевры в Галиче, Перемышле и других городах, что свидетельствует о католическом влиянии на мастеров княжества. Моду в декоративном искусстве, особенно в обработке оружия и военных приспособлений, диктовали азиатские страны, в частности Золотая Орда.
Развитие культуры в Галицко-Волынском княжестве способствовало закреплению исторических традиций Киевской Руси; на протяжении многих веков они сохранялись в архитектуре, изобразительном искусстве, литературе, в летописях и исторических произведениях. Но в то же время княжество попало под влияние Западной Европы, где галицко-волынские князья и знать искали защиты от агрессии с востока.

## Русские княжеские роды, происходящие из Галицко-Волынского княжества
Потомками галицко-волынских князей традиционно считаются князья:
- Друцкие
  - Друцкие-Соколинские
    - Друцкие-Соколинские-Гурко-Ромейко

  - Друцкие-Любецкие
  - Князья Друцкие-Конопля
  - Князья Друцкие-Озерецкие
  - Князья Друцкие-Прихабские
- Волынские
  - Вороные-Волынские
- Бабичевы
- Путятины